# King Long Kaige
King Long Kaige — серия легких коммерческих фургонов, производимых китайским производителем автомобилей King Long на базе шасси King Long Jinwei в качестве более премиального решения. С тех пор King Long Kaige был доступен в самых разных конфигурациях кузова, включая минивэн / MPV, микроавтобус, фургон с панелью, фургон для экипажа и машину скорой помощи.